# Irene Assèn
Irene Assèn, en grec medieval Ειρήνη Ασανίνα, va ser emperadriu consort de l'Imperi Romà d'Orient en casar-se amb l'emperador Joan VI Cantacuzè.

## Biografia
Irene Assèn era filla d'Andrònic Assèn, Dèspota de Morea, i neta de l'emperador del Segon Imperi Búlgar Ivan III Assèn de Bulgària.
Joan Cantacuzè era el confident i amic d'Andrònic III Paleòleg. Quan Andrònic va morir el 15 de juny de 1341, va deixar l'Imperi Romà d'Orient en mans del seu fill gran Joan V Paleòleg, que només tenia nou anys. La regència la portava la seva mare, Joana de Savoia, però de l'administració de l'Imperi se'n va encarregar Joan Cantacuzè.
Al mateix temps, Esteve Dušan, rei de Sèrbia va iniciar la invasió de Tràcia septentrional. Cantacuzè va sortir de Constantinoble per intentar restablir l'ordre a la regió. Joana de Savoia va aprofitar la seva absència per destituir-lo dels seus càrrecs, apropiar-se de la seva fortuna i declarar-lo enemic de l'Estat. Però Cantacuzè va mantenir el control sobre una part de l'exèrcit i, el 26 d'octubre de 1341, es va proclamar emperador a la ciutat de Demòtica. Irene Assèn va ser coronada emperadriu en el mateix moment. Un dels seus primers actes com a emperadriu va ser aconseguir l'alliberament dels seus dos germans, Joan i Manuel Assèn, empresonats el 1335 acusats de traïció.
Va començar una guerra civil que es va perllongar fins a 1347. Durant la guerra, Irene es va quedar a Demòtica amb les seves tres filles, mentre Joan Cantacuzè feia campanya. Es va posar al front de la defensa de la ciutat contra els atacs del tsar Ivan Alexandre de Bulgària durant l'hivern de 1343. La seva valentia va impressionar a molts dels seus contemporanis, com per exemple a l'historiador Nicèfor Gregoràs. El 3 de febrer de 1347, les dues parts en conflicte van arribar a un acord. Joan Cantacuzè va ser acceptat com a emperador amb Joan V com a coemperador. L'acord va quedar segellat pel matrimoni d'Helena Cantacuzena, filla de Joan i d'Irene amb Joan V Paleòleg.
Més endavant, l'any 1352, Joan V va reiniciar el conflicte. El 4 de desembre de 1354, Joan VI Cantacuzè va abdicar i amb la seva dona es van retirar a un monestir. Irene Assèn, al convent de Santa Marta amb el nom monàstic d'Eugènia. El 1356 i també l'any següent, Irene va rebutjar l'oferta d'alguns nobles que volien alliberar el seu fill Mateu Cantacuzè, llavors empresonat per l'emperador Joan V, i investir-lo nou emperador. El 1359 se li van unir al convent la seva filla Maria i la seva neta Teodora, la filla gran de Mateu.

## Fills
Del matrimoni d'Irene Assèn amb Joan VI Cantacuzè van néixer sis fills:
- Mateu Cantacuzè, (1325 - 24 juny 1383), coemperador de 1353 a 1357, després dèspota a Morea.
- Manuel Cantacuzè, (1326 - 10 abril 1380), dèspota a Morea.
- Andrònic Cantacuzè (1334 - 1347), mort de pesta.
- Maria Cantacuzè (morta després del 1379), casada amb Nicèfor II Àngel-Comnè, dèspota de l'Epir.
- Teodora Cantacuzena (morta després del 1381), casada amb el Sultà Orhan de l'Imperi Otomà.
- Helena Cantacuzena (1333 - 10 de desembre de 1396), casada amb l'emperador Joan V Paleòleg.[1]